# هنری دی دکن
هنری دی دکن (انگلیسی: Henri De Deken؛ ۳ اوت ۱۹۰۷ – ۱۲ فوریهٔ ۱۹۶۰) یک بازیکن فوتبال اهل بلژیک بود. 